# Catherine Henriette de Balzac d’Entragues
Catherine Henriette de Balzac d’Entragues (* 1579, Orléans; † 1633. február 9., Párizs) volt IV. Henrik francia király egyik ágyasa. 

## Élete
Charles Balzac d'Entragues márki és Marie Touchet (Belleville úrnője) leánya, s egyetlen közös gyermeke. Catherine Henriette féltestvére, az 1573. április 28-án született Charles de Valois (Angoulême hercege) volt IX. Károly francia király egyetlen törvénytelen gyermeke, ugyanis Marie Touchet egy rövid ideig viszonyt folytatott az uralkodóval, aki 1574. május 30-án, 23 évesen elhunyt. Az uralkodó halála után a magára maradt Marie férjhez ment Entragues márkijához.
Catherine Henriette abban a korszakban nőtt fel, amikor - elsősorban anyagi érdekből - szinte minden francia nő arra törekedett, hogy a király az ágyasává tegye őt. Tizennyolc vagy tizenkilenc éves korában az ambiciózus, szép és izgalmas fiatal lány IV. Henrik francia uralkodó egyik szeretője lett, követve ezzel anyja példáját, aki évekkel korábban szintén királyi ágyas volt, csak IX. Károly udvarában. Catherine pont akkor ismerkedett meg IV. Henrikkel, amikor az uralkodó még előző, elhunyt szerelmét, Gabrielle d’Estrées-t gyászolta. 
Catherine 1601. november 3-án fiút szült Henriknek, aki a Gászton Henrik nevet kapta, s ő lett Verneuil hercege, miután apja 1603-ban a parlament előtt is törvényesítette a gyermeket. 1603-ban megszületett Catherine második gyermeke is, egy kislány, aki a Gabriella (ezt a keresztnevet nyilván Gabrielle d'Estrées emlékére adták a gyermeknek) Angelika nevet viselte, s ő is rangot kapott édesapjától, a királytól. Ő lett Verneuil úrnője, s az uralkodó őt is hivatalosan elismerte vér szerinti gyermekének. (Gászton 1668. október 29-én nőül vette Charlotte Seguier-t, Villemor hercegének leányát, egy özvegyet. Gyermekük nem született, a férfi pedig 1682. május 28-án, 80 évesen elhunyt. Gabriella csak 1627-ig, 24 éves koráig élt. 1622-ben hozzáment a nála 11 évvel idősebb Bernard de Nogaret de La Valette-hoz, Épernon későbbi hercegéhez, akinek egy fiút és egy leányt szült házasságuk 5 éve alatt. Állítólag Gabriellát pont férje mérgezte meg. A férfi újranősült, ezúttal Richelieu bíboros egyik unokahúga lett a felesége 1634-ben, egy bizonyos Marie Ducambaut. Bernard 1661. július 25-én, 69 évesen távozott az élők sorából.) 
A király állítólag egy gyenge pillanatában írásban nyilatkozott arról, hogy megígéri Catherine-nak, feleségül veszi őt, ezért is gerjedt haragra de Balzac d'Entragues kisasszony, mikor őhelyette az uralkodó inkább Medici Máriát, egy vagyonos itáliai főhercegnőt vezetett oltárhoz. Az elkeseredett és dühös Catherine bosszút akart állni a csalfa Henriken, ezért tagja lett egy királyellenes összeesküvésnek 1608-ban, de szerencséje volt, mert amikor az uralkodó ezt megneszelte, a lány enyhe büntetéssel megúszta az esetet, s Henrik visszafogadta őt kegyeibe.
Ennek ellenére két év múlva, nem sokkal a király meggyilkolása (1610. május 14.) előtt a hölgy ismét belekeveredett egy ellene szőtt, fanatikus spanyol katolikusok által szervezett összeesküvésbe. Henrik halála után özvegye, a hataloméhes, kőkemény politikus, Medici Mária elérte a parlamentnél, hogy őt nevezzék ki kiskorú fia, az újdonsült XIII. Lajos mellé régensnek, míg a fiú el nem éri nagykorúságát. Az anyakirályné a férje halála után rögtön száműzte a francia királyi udvarból Catherine-t, aki még 23 évet élt, egészen 1633-ban bekövetkezett haláláig. Soha nem ment férjhez.
Verneuil márkinő 55 esztendősen hunyt el, magányosan. Halálát szinte senki sem gyászolta meg. Unokái (Louis-Charles-Gaston és Anne-Louise-Christine) csak leányától születtek.

## Külső hivatkozások
- Henriette d’Entragues, favorite exigeante d’Henri IV (fr.)